# Žeravac
Žeravac är en ort i Bosnien och Hercegovina.   Den ligger i entiteten Republika Srpska, i den norra delen av landet, 130 km norr om huvudstaden Sarajevo. Žeravac ligger 124 meter över havet och antalet invånare är 197.
Terrängen runt Žeravac är platt. Närmaste större samhälle är Derventa, 7,1 km väster om Žeravac. 
Omgivningarna runt Žeravac är en mosaik av jordbruksmark och naturlig växtlighet. Runt Žeravac är det ganska tätbefolkat, med 67 invånare per kvadratkilometer.